# Scuola per Infermieri dell'Ospedale Sant'Andrea di Vercelli
La Scuola per Infermieri dell'Ospedale Sant'Andrea di Vercelli era una scuola di formazione professionale per l'assistenza agli infermi, fondata presso l'Ospedale Maggiore eusebiano nel 1886, ispirata alla scuola dell'Ospedale San Giovanni Battista di Torino e avviata l'anno successivo. Per anno di fondazione era la seconda scuola italiana per infermieri laici, preceduta solo dalla citata scuola torinese nel 1880, e nel 1887 risultava tra le uniche dieci scuole di infermieristica di tutta la penisola.
Per l'utilizzo di un testo di riferimento, la durata del ciclo di studi, l'accostamento delle esercitazioni pratiche alle lezioni teoriche, il conseguimento di un titolo abilitante all'esercizio, nei primi anni fu un istituto all'avanguardia nella formazione dei professionisti dell'assistenza.
Nonostante fosse un'istituzione all'avanguardia nella formazione pubblica professionale degli infermieri, la letteratura storica riporta quasi unicamente la scuola di Torino che la ispirò. L'unica monografia disponibile è lo studio condotto nel 2013 dalla dottoressa Elisa Longhi, che dal relativo fondo dell'Archivio di Stato di Vercelli ne ha ricostruito la storia.

## Fondazione
La scuola per infermieri dell'ospedale di Vercelli fu concepita nel 1886 su iniziativa di Giuseppe Chiarleoni, direttore e docente della scuola di ostetricia e chirurgo dell'ospedale.
Il Chiarleoni ebbe lo spunto quando il presidente dell'ospedale gli sottopose la prima parte del manuale Assistenza agli infermi in ospedale ed in famiglia (vedi sez. Collegamenti esterni), in uso presso la prima scuola pubblica italiana per infermieri, quella dell'Ospedale San Giovanni Battista di Torino. Autore dell'opera, scritta alcuni anni prima, era Carlo Calliano, docente della stessa scuola. Chiarleoni reputò il testo adatto allo scopo che si prefiggeva. Curiosamente nel 1909 lo studioso Umberto Baccarani, lamentando la penuria di pubblicazioni di formazione professionale infermieristica in lingua italiana, non era a conoscenza di tale testo.
Il Chiarleoni elaborò dunque un progetto della scuola, in cui ne esponeva le motivazioni. Innanzitutto il corso avrebbe consentito agli infermieri di approfondire conoscenze e competenze spendibili quotidianamente. In secondo luogo i laici sarebbero stati favoriti nel considerare l'assistenza agli infermi una possibile professione. Al contempo le persone formate sarebbero state un grande vantaggio per gli ospedali, che le avrebbero impiegate, come per i privati, nel cui ambito si sarebbe sviluppata l'assistenza domiciliare. Le figure che tuttavia ne avrebbero tratto maggior vantaggio sarebbero state i medici stessi, che in tal modo avrebbero potuto delegare a persone preparate il monitoraggio dell'intero processo di assistenza ai pazienti. A corollario della spiegazione il Chiarleoni sottolineò l'utile risvolto sociale che il corso avrebbe avuto per i frequentanti, il cui certificato conseguito avrebbe enormemente facilitato la ricerca di impiego. Tra le disposizioni generali, infine, aggiunse l'adozione del manuale del Calliano quale testo di riferimento.

## Reclutamento e ammissione
Nella scuola erano ammessi sia infermieri già assunti nell'ospedale che persone estranee. Gli infermieri erano reclutati direttamente sul posto di lavoro in quanto obbligati a frequentarla e a conseguirne l'attestato di idoneità. Gli esterni, invitati mediante l'affissione di manifesti pubblicitari al di fuori dell'istituto, dovevano avere tra i 18 e i 35 anni, saper leggere e scrivere, essere sani, non deformi e di onesta reputazione. Non essendo influenzato dalla corrente di pensiero di Florence Nightingale, secondo cui l'assistenza infermieristica era un'attività prettamente femminile, il corso accettava candidati di entrambi i sessi, al pari della scuola di Torino.
Per l'ammissione era richiesto il pagamento di dieci lire: cinque per l'immatricolazione, cinque per il conseguimento del titolo.

## Organizzazione del corso
Il corso era suddiviso in due anni, nelle prime edizioni. La frequenza era obbligatoria e non erano tollerate più di due assenze, dopo di che scattava l'espulsione. Di conseguenza, per consentire la frequenza agli infermieri già assunti, a questi ultimi era imposta la partecipazione al di fuori dei turni di lavoro.

### Lezioni
Fermo Poletti, docente delle prime edizioni, improntò le lezioni sull'oculata alternanza tra l'esposizione degli argomenti e le relative interrogazioni.
Ritenne inoltre che il corso necessitasse di un'importante componente pratica, data la forte componente manuale della professione stessa. A tal scopo istituì un laboratorio di apprendimento delle diverse tecniche, basato sull'esecuzione di simulazioni che esercitassero la manualità: un antesignano dei moderni laboratori gestuali. Per affinare l'esecuzione di alcune pratiche quali le fasciature, l'attività del laboratorio fu supportata dall'utilizzo di un manichino prestato dal pittore Ferdinando Rossaro, insegnante presso l'Istituto di Belle Arti di Vercelli. Data la chiara valenza didattica del laboratorio, il Poletti auspicò che l'ospedale procurasse un proprio manichino per le simulazioni.
Oltre alle lezioni teoriche e il laboratorio, eran previste esercitazioni in corsia. In tali occasioni, il medico o il chirurgo responsabile del settore in questione era avvisato in anticipo e aveva facoltà di assistere. Nel 1889 non fu possibile svolgere esercitazioni in corsia, gli studenti furono dunque condotti nella sala anatomica, ove vennero illustrate forma e disposizione dei principali organi ed eseguite pratiche quali iniezioni ipodermiche e cateterismi.

### Esame finale
Il corso si concludeva con un esame, costituito da una prova orale sugli argomenti trattati, davanti a una commissione di tre medici più l'amministratore di servizio. Se superato, allo studente era consegnata la tessera di registrazione dei voti firmata dal docente e dall'amministratore, mentre il presidente dell'ospedale conferiva la patente d'infermiere. In caso di esame non superato, al candidato era consentito frequentare il corso per un altro anno.
Con la conclusione della prima edizione del corso, nel 1889, l'assunzione e l'avanzamento di carriera degli infermieri (cioè il passaggio da supplente a effettivo) furono subordinati alla frequenza delle lezioni e al conseguimento della patente.
Mutuato dall'attestato della scuola torinese, il concetto di patente di abilitazione a infermiere professionale, secondo la definizione del Calliano, era anticipatorio dei tempi: le scuole del tempo si limitavano a verificare l'apprendimento delle discipline insegnate, senza conferire alcuna abilitazione. Quest'ultima sarà resa obbligatoria decenni più tardi dal Regio Decreto-Legge del 15 agosto 1925, n. 1832.
La patente fu rilasciata fino al 1902, le fonti consultate non accennano motivazioni sulla successiva interruzione.

## Programma
Nella progettazione del corso il Chiarleoni stilò un programma di studio molto dettagliato in 28 punti, supportato dal menzionato testo del Calliano, così riassumibile:
- elementi di anatomia e fisiologia del corpo umano;
- gestione della camera del malato;
- assistenza agli infermi in generale, ai malati infettivi, ai malati psichiatrici e neurologici, ai moribondi;
- somministrazione delle cure;
- preparazione per gli interventi chirurgici e la relativa strumentazione;
- soccorsi d'urgenza e in caso di svenimento;
- trasporto degli ammalati;
- comportamento opportuno sia in ospedale che al domicilio dei pazienti, sia nei confronti del medico che dell'ammalato.

Il programma, in buona parte condiviso con la scuola torinese durante le prime edizioni del corso, era un notevole stacco rispetto al panorama italiano del tempo, dato che le poche scuole esistenti si limitavano a impartire lezioni di anatomia, alla stregua di una versione semplificata della medicina. L'oculata commistione di teoria e pratica, integrate dalle ultime scoperte scientifiche sulle malattie infettive, fornì un programma di studio esaustivo, ben lungi dalla «zavorra di conoscenze anatomiche» che per decenni ancora avrebbe caratterizzato le scuole italiane per infermieri, per questo motivo denunciate da Anna Celli e Umberto Baccarani nei loro scritti di inizio Novecento.
La lungimiranza del Chiarleoni di fornire agli infermieri una formazione spendibile anche fuori dell'ambiente ospedaliero, in contesti ove la presenza del medico non era garantita, aprì di fatto la strada alla nascita dell'assistenza domiciliare.
Nel 1902 il programma fu poi rivisto da Sebastiano Baravalle, organizzatore e docente del corso di quell'anno. Gli argomenti ricalcavano i precedenti, raggruppati in 19 punti.

## Prime edizioni
Il primo anno di corso fu ufficialmente avviato nel 1887, con la partecipazione di 32 uomini e 8 donne. La docenza fu affidata dall'amministrazione a Fermo Poletti, primario dello stesso ospedale. Il secondo anno iniziò l'8 novembre 1888 e si concluse il 3 marzo 1889. Furono svolte in totale 32 lezioni.
L'esame finale della prima edizione fu sostenuto solamente da 11 uomini e 4 donne. Nella relazione di fine anno il Poletti sostenne che il numero di donne fosse notevolmente inferiore agli uomini per il metodo inadeguato di reclutamento delle allieve, le condizioni gravose di ammissione e l'esiguo salario. Tutti problemi che auspicò si risolvessero, al fine di disporre anche di personale infermeristico femminile preparato per l'assistenza.
La scuola proseguì anche nel 1890, con 6 studenti frequentanti il primo anno di corso e 8 il secondo. Questi ultimi superarono tutti l'esame finale.
Il frutto dei primi tre anni di corso fu l'abilitazione alla professione di 23 infermieri. Come già accennato, in questa fase la scuola condivise molti aspetti della scuola di Torino, tra cui programma, durata e rilascio del titolo di abilitazione professionale.

## Edizioni successive
Nell'indagine sull'assistenza infermieristica italiana del 1901, Anna Celli riportò che negli anni seguenti l'ospedale di Vercelli attivò la scuola per infermieri solo nei momenti di necessità, vale a dire in caso di mancanza di personale. Per motivare i lunghi intervalli di tempo in cui la documentazione tace sulle attività della scuola, la Longhi ha ragionato sull'elevato numero di iscritti ai corsi e l'esiguo numero di infermieri assunti dall'ospedale, giungendo alla medesima conclusione.
Dopo diversi anni di inattività, nel 1902 la scuola fu riaperta, con la docenza affidata a Sebastiano Baravalle, che al corso fornì un nuovo regolamento e programma. Le lezioni furono tenute dal 16 marzo al 7 maggio, per un totale di 10 lezioni teoriche e 7 pratiche, seguite dagli esami. Il corso vide la partecipazione di 61 studenti. Fu la prima edizione del corso a durare un solo anno e l'ultima a conferire la patente di infermiere al superamento dell'esame finale.
Non si hanno più notizie del corso fino al 1º maggio 1910, quando una lettera indirizzata alla dirigenza dell'ospedale sollecitò la riapertura della scuola, da vari anni inattiva. La motivazione addotta era la recente assunzione di personale totalmente mancante delle conoscenze necessarie, anche le più elementari, occorreva dunque riaprire la scuola «allo scopo di preparare degli elementi un po' meno rudi e un po' meno ignari di cose ospedaliere di quelli che per necessità si sono dovuti prendere fino ad ora». La richiesta rimarcò inoltre l'utilità del corso come mezzo di periodico aggiornamento per gli infermieri già in servizio, vantaggio già riconosciuto da altri ospedali che organizzavano le docenze a cadenza annuale e ne imponevano al personale la frequenza. 
La richiesta fu accolta e la scuola riaperta, con la docenza nuovamente affidata al Baravalle. Il corso durò due mesi e fu regolarmente seguito da 43 studenti, oltre che da personale già assunto. In luglio si tennero gli esami, che non furono superati da soli due studenti. La relazione finale del direttore sanitario sottolineò la soddisfazione e la sorpresa di riscontrare ottimo apprendimento anche da parte di persone totalmente prive di cultura generale. A supporto della didattica, le lezioni furono trascritte, poligrafate e regolarmente distribuite agli allievi, corredate da illustrazioni.
Il corso proseguì nel 1911, sempre della durata di due mesi, durante i quali furono svolte 25 lezioni a 69 studenti, quasi tutti infermieri già assunti. Essendo l'esame finale superato da soli 29 allievi, il docente organizzò ulteriori lezioni di recupero.
È documentata un'edizione del corso anche per l'anno 1916, organizzato in 16 lezioni e frequentato da ben 115 studenti.

## Figure chiave

### Giuseppe Chiarleoni, l'ideatore
Giuseppe Chiarleoni nacque nel maggio 1846 a Piana Crixia, nel Savonese. Si laureò a Parma nel 1872, ove fu assistente di Domenico Chiara, uno dei padri della ginecologia italiana, presso la clinica ostetrica. Poco dopo la laurea seguì il maestro alla scuola di ostetricia di Milano, sempre in qualità di assistente, collaborando con altri allievi del Chiara, quali Luigi Mangiagalli e Alessandro Cuzzi. Nel 1877 assunse l'incarico di ostetrico consulente dell'ospedale di Santa Corona a Garbagnate.
Appassionato di insegnamento del proprio ambito disciplinare, concorse alla cattedra di Novara nel 1878, senza ottenere il posto nonostante l'ottimo piazzamento.
Nel 1881 riuscì nell'intento, vincendo il concorso che gli valse l'incarico di direttore della Scuola di Ostetricia a Vercelli, nonché primario di chirurgia. Nella città eusebiana si distinse sia in ambito didattico che scientifico-pratico.
Nel 1882 tentò il trasferimento a Pavia, ma nuovamente senza successo nonostante l'ottimo piazzamento in graduatoria.
Nel 1887 resse per oltre un anno la clinica e scuola ostetrica di Milano, essendosi il Chiara dovuto assentare per malattia.
Con la fine del decennio migrò in Sicilia, divenendo ordinario di Clinica Ostetrica a Catania nel novembre 1889 e dal 1894 a Palermo, ove fu anche presidente della facoltà di medicina. Nello stesso anno lo sappiamo membro della Società Italiana di Ginecologia e Ostetricia.
Morì nel suo paese natale il 18 novembre 1901.

#### Opere del Chiarleoni
Del Chiarleoni ci rimangono un gran numero di pubblicazioni, in massima parte inerenti l'ostetricia. Una lista parziale:
- Giuseppe Chiarleoni, Effetti di un attortigliamento del cordone ombelicale intorno alla gamba di un feto, in Gazzetta medica italiana, Milano, Tip. Rechiedei, 1877.
- Giuseppe Chiarleoni, L'allattamento mercenario, in Società Italiana d'Igiene (a cura di), L'igiene popolare, vol. 3, Sonzogno, 1879.
- Giuseppe Chiarleoni, Isterismo e Castrazione, in Gazzetta degli Ospitali, gennaio 1888 (memoria letta alla Sezione Ostetrica e Ginecologica del XII Congresso medico Italiano in Pavia).
- Giuseppe Chiarleoni, Otto laparotomie eseguite nell'Ospedale Maggiore di Vercelli, Tip. Facchinetti, 1889.
- Giuseppe Chiarleoni, Lezione di chiusura dell'anno scolastico 1893-1894, R. Stab. tip. De Angelis e Bellisario, 1894.

### Fermo Poletti, il primo docente
Sul primo docente del corso le fonti consultate riportano assai meno dettagli, rispetto all'ideatore. L'unica informazione inerente la didattica è la nomina a commissario esaminatore supplente presso la Scuola di Ostetricia di Vercelli tra il 1883 e il 1884.
L'aspetto per cui è principalmente noto resta il contributo alla battaglia contro il colera durante l'epidemia del 1884. In tale frangente, mentre dirigeva il lazzaretto di Biliemme, sostenne con decisione che la malattia non fosse contagiosa per contatto ma veicolata dall'acqua: i malati non avevano avuto alcun contatto con persone provenienti dai focolai di infezione, inoltre era noto che gli agricoltori vercellesi usavano d'estate bere l'acqua dei canali irrigui, che partono tutti da Santhià, luogo già precedentemente infetto. Già nel 1885 il valore del suo operato fu riconosciuto con la medaglia d'argento al merito civile. Lo stesso anno raccolse in un libro le proprie relazioni sull'epidemia indirizzate al sindaco di Vercelli (si veda la sez. Opere).
Nel 1887, quando fu aperta la scuola per infermieri dell'Ospedale di Vercelli, era primario presso lo stesso ospedale.
Oltre il contributo durante l'epidemia, di lui sappiamo che negli anni '80 dell'Ottocento la Provincia di Novara lo investì dapprima commissario poi conservatore del vaccino del vaiolo per il circondario di Vercelli.
Nel 1892 lo sappiamo rivestire il ruolo di ufficiale sanitario, nella cui veste partecipò al primo Congresso Nazionale delle Levatrici come membro della delegazione eusebiana. Mantenne l'incarico fino al 1898.
Nel 1899 fu eletto consigliere del nuovo ordine sanitario per il circondario di Vercelli della Provincia di Novara, rimanendo in carica fino al 1902. In tale frangente ricoprì anche l'incarico di vicepresidente.
Sempre primario presso l'ospedale, nel 1904 lo sappiamo consigliere municipale.
Nel 1910 fu collocato a riposo e morì nella sua Vercelli il 30 giugno 1915. Rispettando le sue volontà, la figlia donò la biblioteca medica del padre all'ospedale, ricca di circa 800 volumi.

#### Famiglia
Figlio di Francesco, farmacista, e Savina Volpi. Aveva un fratello anch'egli farmacista, Giovanni, e alcune sorelle. Nel 1900 perse il padre, nel 1904 la madre.
Era sposato con Giuseppina Tavallini, morta nel 1903, con cui ebbe una figlia, Maria.

#### Opere del Poletti
- Fermo Poletti, Relazioni sul colèra 1884 a Vercelli, Vercelli, Tip. Guglielmoni, 1885.

### Sebastiano Baravalle, il secondo docente
Nacque a Mondovì, figlio di Michele.
Nel 1885 si immatricolò a medicina e chirurgia all'Università di Torino, laureandosi nel 1891. Nel frattempo fu assistente all'Ospedale Umberto I di Torino.
A Vercelli, tra il 1893 e il 1896 prestò servizio gratuitamente per l'Ambulatorio medico-chirurgico per i non abbienti. Fu anche chirurgo generale della Poliambulanza, almeno dal 1896 al 1901, anno in cui fu nominato membro del Consiglio provinciale dell'Ordine dei Sanitari per il circondario eusebiano.
Sempre nel 1901, mentre era assistente in medicina presso l'Ospedale Maggiore di Vercelli, fu incaricato dall'amministrazione dell'istituto alla direzione dell'Ospedaletto, il reparto pediatrico. È principalmente ricordato proprio per le cure prestate ai bambini, sia nel suddetto reparto ospedaliero che come direttore dell'orfanotrofio, per una durata di oltre vent'anni.
Conclusa la sua prima docenza alla scuola per infermieri di Vercelli, a maggio 1902 assunse la direzione del corso della Scuola Samaritana per i soccorsi d'urgenza, appena istituito nella sua Mondovì dalla Croce Rossa. Il corso fu presentato in una conferenza da Carlo Calliano, autore del testo di riferimento della menzionata scuola di Vercelli e fondatore della Scuola Samaritana.
Nei primi vent'anni del Novecento fu membro del Consiglio Provinciale di Sanità per la provincia di Novara, per diversi mandati di durata triennale.
Nel 1912 lo sappiamo assessore per l'igiene della città di Vercelli.
Durante la prima guerra mondiale fu parte del personale medico nell'ospedale di Vercelli della Croce Rossa, col grado di tenente colonnello medico.
Morì il 29 luglio 1939 presso il Santuario di Vicoforte, dove era in villeggiatura, lasciando la moglie, una sorella e alcuni nipoti.

#### Opere del Baravalle
- Sebastiano Baravalle, Sul valore terapeutico del cacodilato di sodio, in Il Morgagni, n. 43, Milano, 1901.
- Sebastiano Baravalle, Sull'anchilostomanemia infantile; nota clinica, in Il Morgagni, Milano, 1902.
- Sebastiano Baravalle, Sui parassiti intestinali nei bambini, in Il Morgagni, Milano, 1909.
- Sebastiano Baravalle, La Malaria nel Vercellese, Biella, Stab. Tip. G. Testa, 1909.
- Sebastiano Baravalle, Arte sanitaria ausiliare, assistenza agli infermi, all'infanzia e maternità, previdenza sociale, Vercelli, SAVIT, 1936.